# Christine Lavantová
Christine Lavantová, rozená Christine Thonhauserová, provdaná Habernigová (* 4. července 1915 Sankt Stefan im Lavanttal  nebo Großedling, obojí nyní součást Wolfsbergu, † 7. června 1973 Wolfsberg) byla rakouská lyrická spisovatelka a básnířka. 

## Životopis
Pocházela z horské vesnice v Lavantalském údolí v Alpách (v Korutanech). Od roku 1959 užívala jméno tohoto údolí jako svůj literární pseudonym. 
Narodila se jako deváté dítě v chudé hornické rodině, s vrozenou nemocí mízních uzlin na prsou, krku a obličeji ("scrofula"), téměř oslepla. Kromě toho od tří let pravidelně trpěla zápalem plic a lékaři jí nedávali velkou šanci na životaschopnost. Přesto byla v roce 1921 zapsána do základní školy. Při pobytu v nemocnici v Klagenfurtu si hlavní lékař všiml zájmu malé Christiny o literatutu a při propuštění jí daroval knížku Rainera Marii Rilkeho, kterou si dokázala odnést pěšky domů asi 60 kilometrů. 
V roce 1927 se její zdraví opět zhoršilo a základní školu dokončila po opakovaných přerušeních o dva roky později. Byla opakovaně vystavena riskantnímu rentgenovému vyšetření. Střední školu nedokončila, pro slabost do ní nedokázala docházet. Zůstala doma, malovala, psala, četla a vyšívala. Vleklý zánět středního ucha jí způsobil poruchu sluchu. 
Začátkem třicátých let trpěla velkými depresemi, ale nadále malovala, psala a nabídla svůj první román nakladatelství ve Štýrském Hradci. Rukopis byl ovšem v roce 1932 zamítnut, Lavantová zanechala psaní a v roce 1935 se musela léčit v sanatoriu v Klagenfurtu. 
Po smrti obou rodičů v letech 1937 a 1938 se její finanční situace zhoršila, přivydělávala si pletením a museli ji podporovat sourozenci. Proto se provdala za asi o 35 let staršího malíře a bývalého statkáře Josefa Benedikta Haberniga (1879-1961), v němž nalezla oporu a zajištění.
Po druhé světové válce začala psát lyrickou poezii, kterou si získala určitou pozornost rakouské literární scény. První sešit jejích veršů vydalo nakladatelství ve Stuttgartu, které také doporučilo její prózu,  poté v témže roce vyšel její román Das Kind (Dítě). Veřejně známá se stala po autorském čtení v Sankt Veit (Šentvidu) v roce 1950. 
Přestěhovala se do rodného města Wolfsberg, kde žila v ústraní po zbytek svého života. Když v roce 1964 zemřel její manžel po mozkové mrtvici, zkolabovala a musela být znovu léčena v nemocnici. Zemřela ve věku 57 let na srdeční infarkt doma ve Wolfsbergu.

## Dílo
Její vydané dílo čítá na tři desítky titulů. Většinou to jsou sbírky básní a krátké prózy. Básně čerpají inspiraci z přírody, z vlastního údělu mezi životem a smrtí, někdy projevuje dětskou duši, jindy vede dialog s Bohem. Literární kritici je charakterizují jako „téměř mysticky náboženské“, „archaické“, s vlivem Rilkeho a křesťanských spisovatelů-mystiků. 
Ze současníků ji obdivovala například Ingeborg Bachmannová, přátelil se s ní malíř Werner Berg. 
Ačkoliv Lavantová získala již za svého života několik literárních cen, větší ohlas veřejnosti její dílo vzbuzuje až v posledních  dvaceti letech. V roce 2015, u příležitosti oslav 100. výročí jejího narození byla založena mezinárodní literární společnost Christiny Lavantové, vycházejí antologie z jejích veršů, byl odlit bronzový pomník a busta. 
Od roku 2016 se ženám-básnířkám uděluje Cena Christiny Lavantové za lyriku. Většina knih dosud nebyla přeložena do češtiny, ani je nemají české knihovny.
- Některé sbírky básní: Das Kind (Dítě), Die Bettlerschale (Žebrákova miska), Die unvollendete Liebe (Nenaplněná láska), Der Spindel im Mond (Vřeteno na měsíci), Pfauenschrei (Paví nářek),
- Kunst wie meine ist nur verstümmeltes Leben (Umění jako moje je jen zmrzačený život). Výbor z básní, prózy a dopisů z pozůstalosti. Vybrali a vydali Armin Wigotschnig a Johann Strutz. nakladatelství Otto Müller, Salzburg 1978.

### Česky
- Lavantová, Christine: Kořeny hoře. Martínkovice, Opus 2022 (básně, přeložila Michaela Jacobsenová), ISBN 978-80-87048-76-4.